# 但東町
但東町（たんとうちょう）は、かつて兵庫県の北部に位置していた町。出石郡に属した。但馬地域にあり、京都府と県境を接していた。
2000年（平成12年）時点の人口は5731人だった。2005年（平成17年）4月1日、豊岡市及び城崎郡城崎町・竹野町・日高町、出石郡出石町、但東町が合併して新たに豊岡市が発足し、但東町は廃止された。「但東」の町名は「但馬の東端」を意味する。

## 地理

### 地形
四方を山に囲まれ、うち西方以外の三方は京都府に接していた。東西に円山川支流の太田川、南西に同じく円山川支流の出石川が町の中心部を流れており、それら川に沿って42の集落が散在している。また山林・原野の総面積に占める割合は87.6%、耕地の占める割合はわずか4.7%であり、農林水産省が定義する農業地域類型区分に従うと、典型的な山間農業地域となっている。
山岳
- 高竜寺ヶ岳

河川
- 太田川
- 出石川

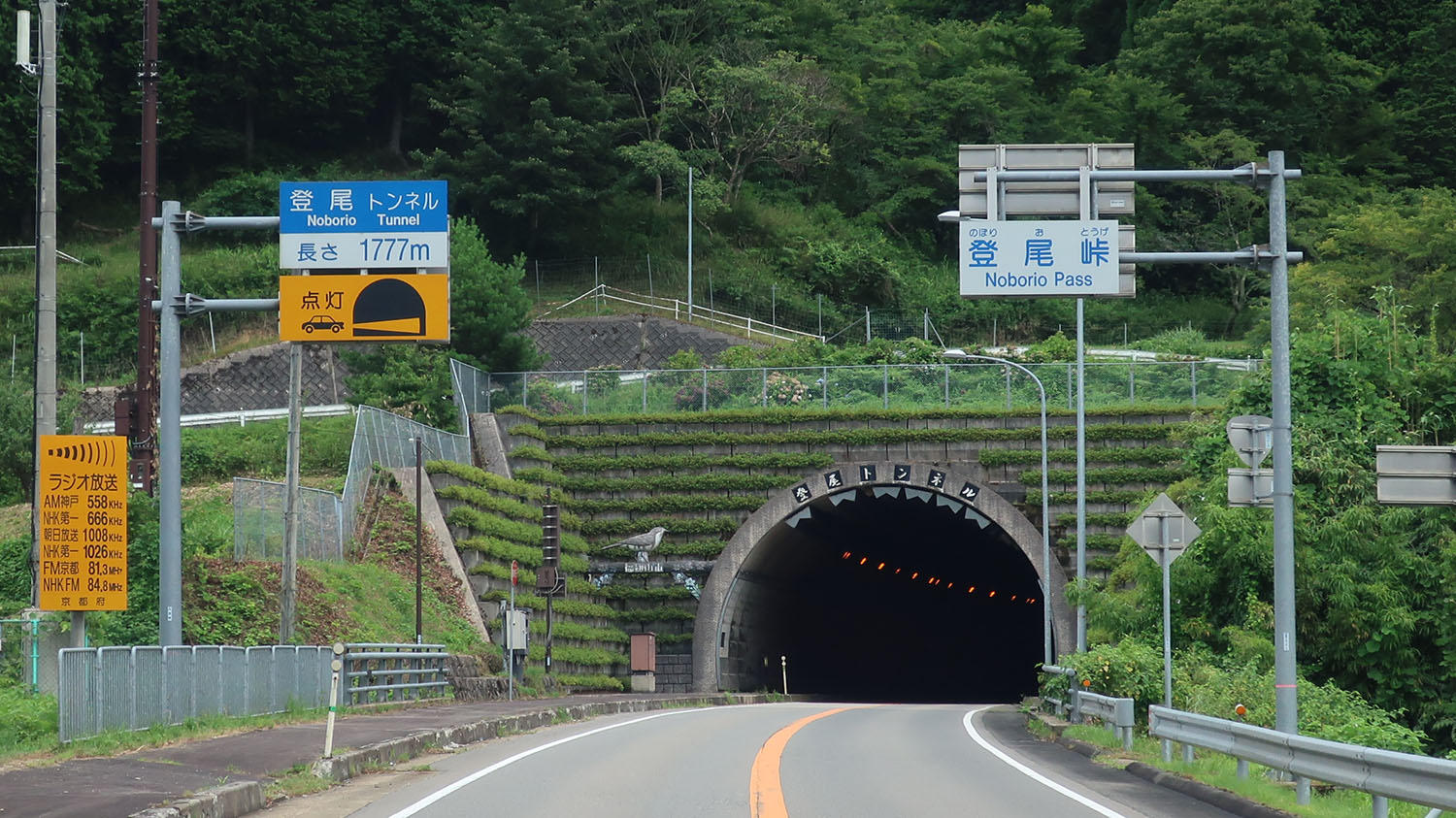
登尾峠と国道426号登尾トンネル
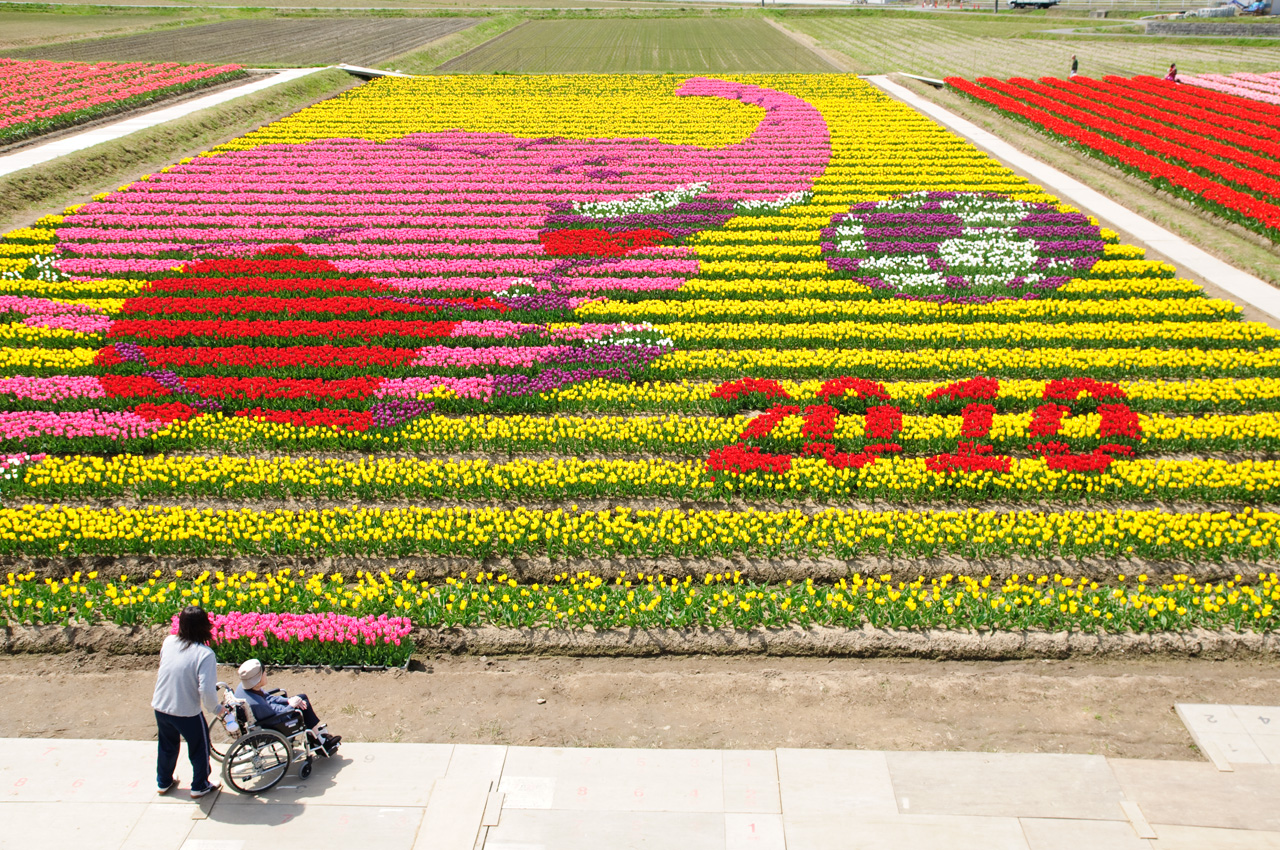
たんとうチューリップまつり

### 隣接していた自治体
兵庫県
- 朝来市和田山町
- 出石郡出石町

京都府
- 福知山市
- 京丹後市
- 天田郡夜久野町
- 与謝郡加悦町
- 与謝郡野田川町

## 歴史
- 1956年（昭和31年）9月30日 - 出石郡合橋村・資母村・高橋村が合併して但東町が発足。
- 2005年（平成17年）4月1日 - 豊岡市・出石町・城崎郡城崎町・竹野町・日高町と合併し、改めて豊岡市が発足。同日但東町廃止。

昭和の大合併においては、北但地方事務所長より合橋・資母・高橋3村の合併案が示されたが、3村はいずれも狭い谷の経済を形成していて従来の生活圏はそれぞれ谷に分断されていたという事情があり、資母村は丹後地域と、高橋村は丹波地域と、合橋村は他の但馬地域の町村とのつながりがより深く、3村でのまとまりはもともと弱かった。合併協議に際しては新庁舎の位置が最大の議題となり、丹後ちりめんの産地で人口・村民所得とも3村の中で当時一番多かった資母村に対し、出石・豊岡方面からの玄関口となり資母村・高橋村とも現在の国道にあたる道路で連絡する地の利がある合橋村との間で主導権争いが激しく、これに資母村と峠越えの道路でしか直接連絡できず交流が薄い高橋村の事情が絡んで事態がより複雑となった。
資母村は村の中心市街である中山を、高橋村は道路事情から合橋村出合を、合橋村は出合・唐川・小谷のいずれかを新庁舎の位置に主張し、1954年（昭和29年）10月2日の第1回合併研究委員会では庁舎の位置をめぐって意見がまとまらず、その後の協議でもなお庁舎問題で一致をみなかったため、1956年（昭和31年）8月22日の兵庫県による「合併後の仮庁舎を資母村役場、新町の庁舎を出合に置く」調停案が示された。これが説明会・懇談会で多数の賛成を得たことで同年9月15日の村議会において3村とも合併を満場一致で決議した。しかしながら同年11月27日の合併後初の町議会において合橋・高橋両地区議員が当初の調停案に反し庁舎の位置を出合市場とする旨の条例案を提出、これに反発した資母地区議員が退出すると条例案を議決してしまったために紛糾し町三役及び議会役員問題が絡んできた。兵庫県知事は同年12月15日に合併調整委員の調停に付し、条例の廃止を柱とする調停案を提示した。資母地区及び町当局はこの調停案を受諾するも、調停案の履行をめぐって意見が対立し人事問題も加わって事態が紛糾、1957年（昭和32年）9月21日の町議会で再び条例案を議決したため県は町長及び町議会議員全員に是正措置を強く要望した。しかし要望に基づく役場位置条例案は同年11月29日の町議会で否決され、県は同年12月16日に再び調停に乗り出す。調停は成立するも今度は庁舎建設予算で意見が対立し、ついに資母地区は1958年（昭和33年）7月3日の区民大会において分町を宣言、感情的対立は根深く県の再三再四のあっせんも全面的な了解に至らず、町政は全く麻痺状態になった。この対立は1959年（昭和34年）7月3日の初代町長・西本高志の辞職まで続くことになる。

## 行政
1976年（昭和51年）9月30日には「みつばつつじ」が但東町の花に、「欅」が但東町の木に制定された。
但東町国際交流協会がモンゴルと国際交流を行っていた。

## 経済

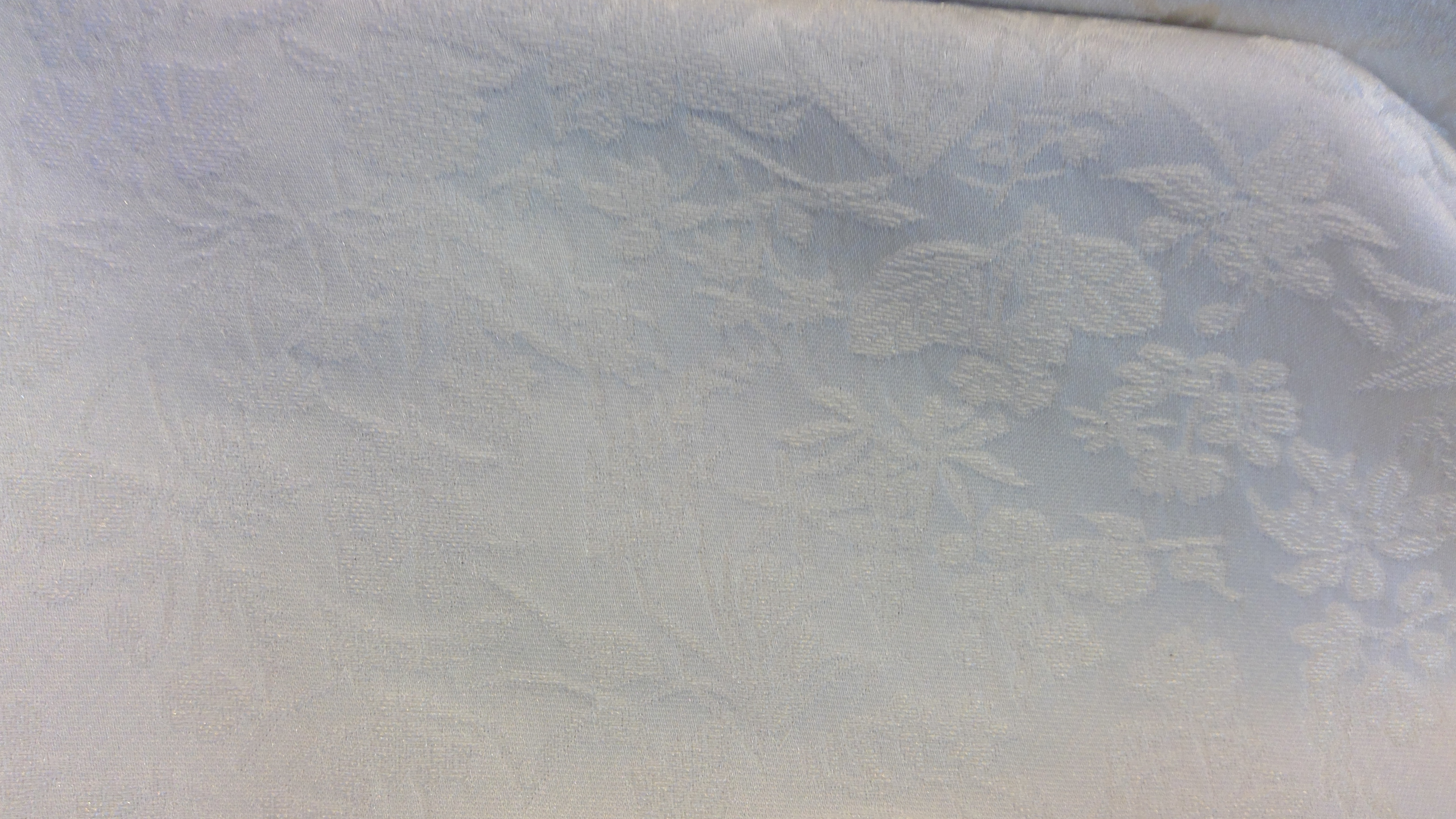
丹後ちりめん

### 農業
農業における地勢的不利や収入面を補うため、戦前から養蚕業、畜産業、製炭業が盛んであった。しかし戦後は代わってピーマンやキュウリなどの野菜栽培、チューリップ球根の生産やブロイラーの飼育が成長している。

### 工業
また但東町は丹後ちりめんの産地でもある。1960年代のエネルギー革命期に製炭業などが衰退した一方で、ちりめん機業は好況を迎えることになり、製炭業・養蚕・畜牛をやめて、機業へと転業する農家も多かった。これにより旧資母村で盛んであった機業は但東町全域に拡がることになり、一時若年層のUターン現象が見られた。しかし機業は1970年代半頃をピークに衰退し、1977年（昭和52年）に2,209台あった織機台数は、1999年（平成11年）には333台と大幅に生産が縮小している。
このような地理的・経済的不利から脱するために但東町は農業を活かした都市との交流事業によって、町全体の活性化を図ろうとした。その行動計画として1983年（昭和58年）に但東シルクロード計画、そして1989年（平成元年）に但東シルクピア計画が策定された。

## 教育

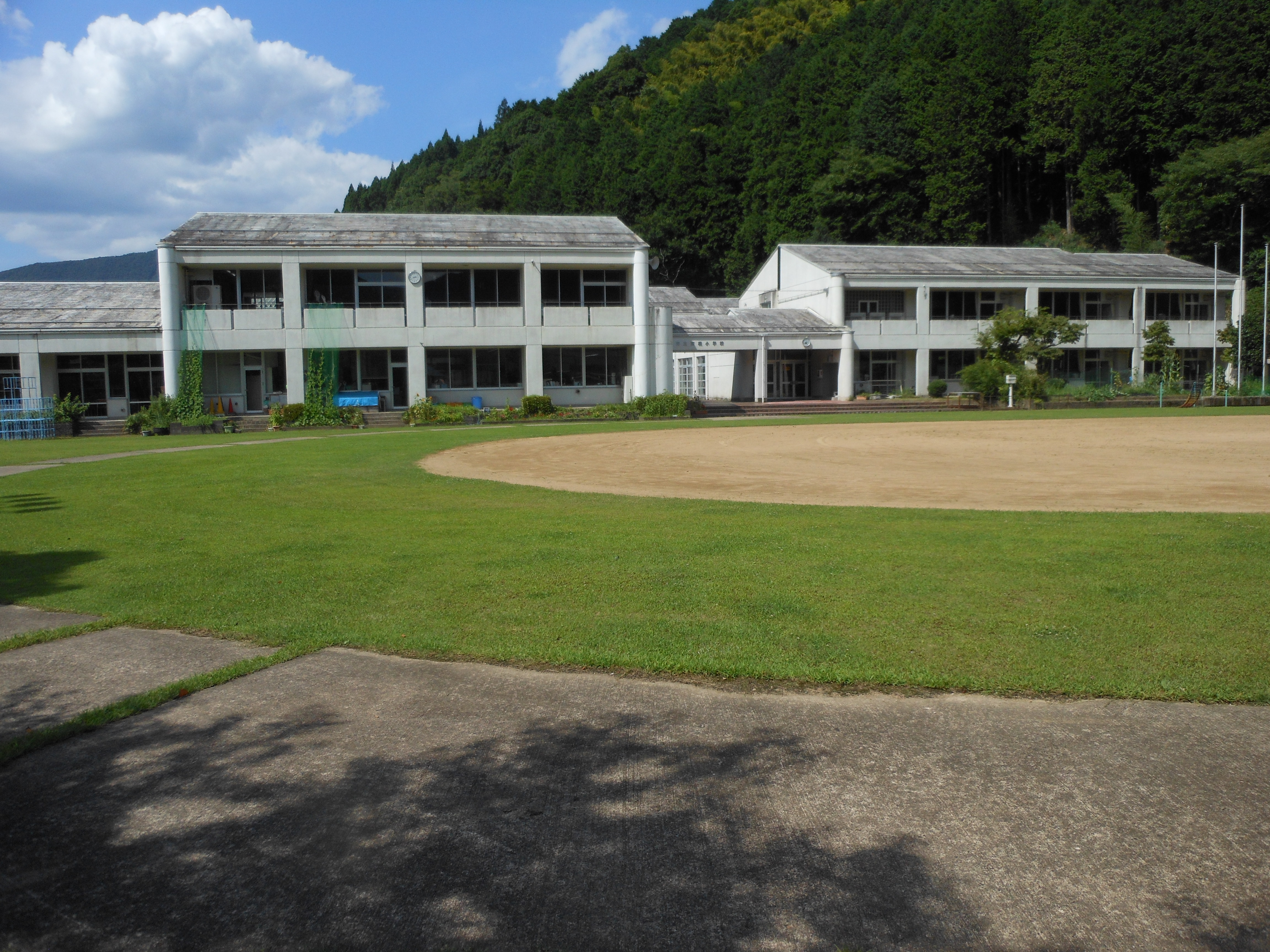
但東町立高橋小学校

但東町の成立時には町内に10小学校2分校、3中学校が設置されていたが、過疎化及び予算等の問題から小学校は旧村単位で1校ずつ、中学校は町内に1校とする統合計画が示された。しかし中学校の統合問題は上述の合併の経緯もあり反発が根強く、3小1中体制がようやく整ったのは但東町が豊岡市と合併する前年の2004年のことであった。なお全日制高等学校は町内に設置されたことがなく、定時制高等学校も豊岡高校・出石高校の分校が町内に設置されたものの1968年に閉校となっている。

### 小学校
- 但東町立合橋小学校
- 但東町立資母小学校
- 但東町立高橋小学校

### 中学校
- 但東町立但東中学校

## 交通
但東町内を走る鉄道路線はない。京阪神地区から公共交通機関を利用する場合、JR山陰本線八鹿駅からバスで出石まで行き、出石から下記のバスを利用する。

### バス路線
- 全但バス出石〜出合〜奥藤線（一部豊岡駅への直通便あり）、出石〜出合〜河野辺・薬王寺線(廃止年時点)。2019年現在、出合〜河野辺・薬王寺間は豊岡市営バス「イナカー」河野辺線に移管されている。

### 道路

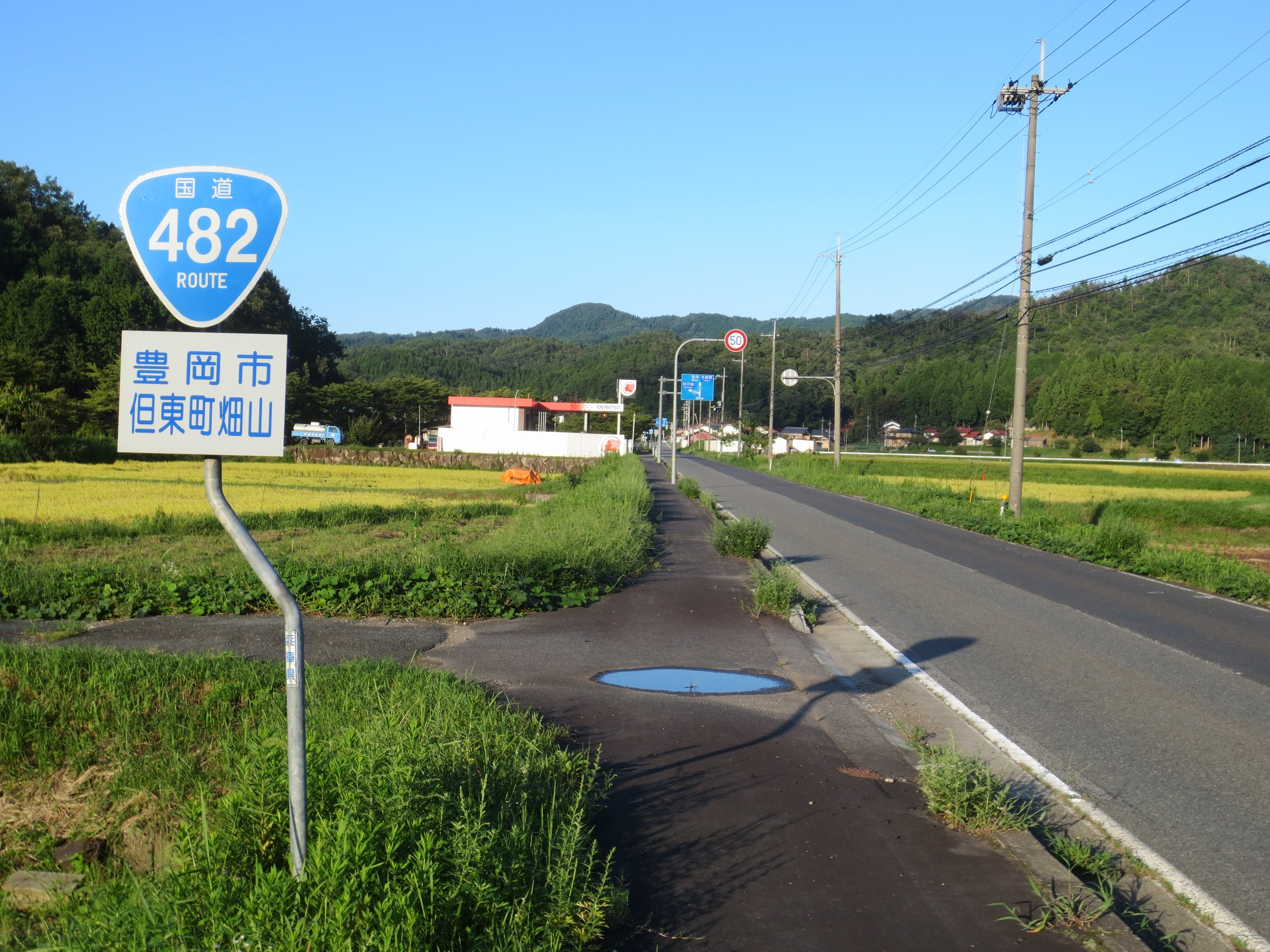
国道482号

#### 国道
- 国道426号
- 国道482号

#### 県道
- 兵庫県道2号宮津八鹿線
- 兵庫県道56号但東夜久野線
- 兵庫県道63号山東大江線
- 兵庫県道247号口小野矢根線
- 兵庫県道251号赤花薬王寺線
- 兵庫県道252号佐々木小谷線
- 兵庫県道701号加悦但東線
- 兵庫県道704号鱒留但東線
- 兵庫県道705号中藤加悦線

## 名所・旧跡・観光スポット
- 安国寺 - 臨済宗大徳寺派の寺院。
- 日本・モンゴル民族博物館

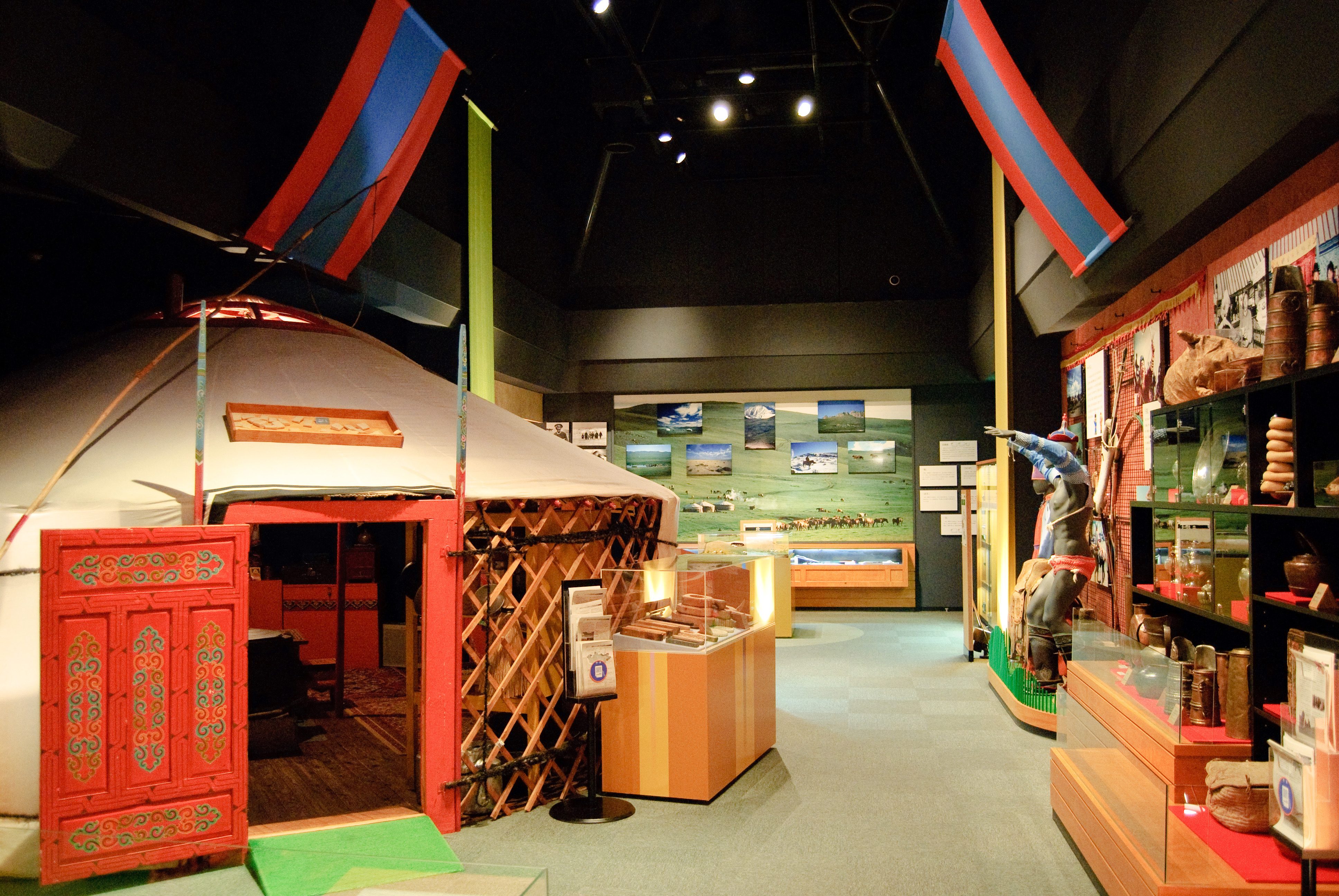
日本・モンゴル民族博物館

- シルク温泉 - 但馬地方でも有数の「ぬるぬる」温泉として京阪神で名を知られていて、土日祝日は多くの来湯者がいた。[独自研究?]

## 祭事・催事
- たんとうチューリップまつり